# Pierre Latour
Pierre Latour (Romans-sur-Isère, 12 de octubre de 1993) es un ciclista profesional francés que corre para el equipo Team TotalEnergies de categoría UCI ProTeam.

## Vida profesional

### 2015: Llegada alAG2R La Mondiale
Latour consigue su mejor resultado de la temporada en la Ruta del Sur 2015 con un 3.º, por detrás de grandes ciclistas como Alberto Contador y Nairo Quintana, gracias a una gran tercera etapa, subiendo los puertos de primera categoría Haut Balestas / Peyragudes, Col d´Azet y Port de Balès junto a Nairo y Alberto. También consiguió el maillot blanco del mejor clasificado de los jóvenes.
Latour participa en la Vuelta a Austria, donde gracias a su gran esfuerzo en las etapas de alta montaña, consigue terminar 7.º, aunque a siete minutos del primer clasificado.

### 2016: Primera victoria en una grande
Tras un año bastante torcido por su parte y sin victorias, su equipo le seleccionó para disputar su primera Gran vuelta en agosto, la Vuelta a España. En las primeras etapas se mantuvo con los mejores, y pronto se colocó entre los mejores clasificados de la general. No obstante una pérdida de tiempo considerable en la decimoquinta etapa con final en Aramón Formigal, en la que llegó junto con otros 90 corredores fuera de control (aunque fueron repescados todos), le privó de entrar entre los quince primeros. No obstante, resurgió, y en la última etapa de montaña con final en Sierra de Aitana, ganó la etapa en un duelo junto a Darwin Atapuma, tras haberse metido en el corte bueno del día.

## Palmarés
2015
- 1 etapa del Tour de l'Ain

2016
- 1 etapa de la Vuelta a España

2017
- Campeonato de Francia Contrarreloj

2018
- Campeonato de Francia Contrarreloj
- Clasificación de los jóvenes del Tour de Francia

2021
- 1 etapa de la Vuelta a Asturias

2023
- 3.º en el Campeonato de Francia Contrarreloj

2024
- 1 etapa del Tour de Ruanda

2025
- 1 etapa de la Boucles de la Mayenne

## Resultados en Grandes Vueltas y Campeonatos del Mundo
| Carrera              | Carrera              | 2015 | 2016 | 2017 | 2018 | 2019 | 2020 | 2021 | 2022 | 2023 | 2024 | 2025 |
| -------------------- | -------------------- | ---- | ---- | ---- | ---- | ---- | ---- | ---- | ---- | ---- | ---- | ---- |
|                      | Giro de Italia       | —    | —    | —    | —    | —    | —    | —    | —    | —    | ―    | ―    |
|                      | Tour de Francia      | —    | —    | 29.º | 13.º | —    | Ab.  | 47.º | 56.º | 75.º | —    | ―    |
|                      | Vuelta a España      | —    | 28.º | —    | —    | 35.º | —    | —    | —    | Ab.  | —    | ―    |
| Mundial Contrarreloj | Mundial Contrarreloj | —    | —    | —    | —    | 18.º | —    | ―    | ―    | —    | —    | —    |

—: no participa

Ab.: abandono